# Histoire d'hommes à Pékin
Pour plus de détails, voir Fiche technique et Distribution.
Histoire d'hommes à Pékin (藍宇, Lán Yǔ) est un film hongkongais réalisé par Stanley Kwan, sorti en 2001.

## Synopsis
Chen Handung brillant directeur de société est homosexuel. Lan Yu, étudiant désargenté est prêt à se vendre ; Chen l'en empêche, le ramène chez lui et une difficile histoire d'amour commence, entre le sexe, l'argent et les tabous de la société. l’histoire se concentre sur 1989, et certains contenus couvrent la tragédie du massacre de Tian An Men.

## Fiche technique
Sauf indication contraire, les informations mentionnées dans cette section peuvent être confirmées par la base de données cinématographiques IMDb,  présente dans la section « Liens externes ».
- Titre : 藍宇, Lán Yǔ
- Réalisation : Stanley Kwan
- Scénario : Jimmy Ngai
- Production : Kwan's Creation Workshop,
- Musique : Zhang Yadong
- Photographie : Yang Tao
- Montage : William Chang
- Décors : William Chang
- Format : Couleurs - - 35 mm
- Genre : Drame, romance
- Durée : 86 minutes
- Dates de sortie :
  - France : 18 mai 2001 (Festival de Cannes 2001), 6 mars 2002 (sortie nationale)
  - Hong Kong : 22 novembre 2001

## Distribution
- Liu Ye : Lan Yu
- Hu Jun : Chen Handong
- Li Huatong : Liu Zheng
- Li Shuang : Weidong
- Lu Fang : Yonghong
- Su Jin : Lin Jingping
- Zhang Shaohua : Ma Niu
- Zhang Yongning : Daning

## Distinctions

### Sélection
- Festival de Cannes 2001 : sélection en section Un certain regard

### Récompenses
- Golden Horse Film Festival and Awards 2001 : meilleur réalisateur, meilleur scénario adapté, meilleur acteur pour Liu Ye, meilleur montage, prix du public
- Festival international des cinémas d'Asie 2002 :  Cyclo d'or du meilleur film

### Nominations
- Golden Horse Film Festival and Awards 2001 : meilleur film, meilleur acteur pour Hu Jun, meilleure photographie, meilleure direction artistique, meilleurs maquillages et costumes et meilleur son
- Hong Kong Film Awards 2002 : meilleur film, meilleure réalisation, meilleur scénario, meilleur acteur pour Liu Ye et Hu Jun, meilleure actrice dans un second rôle pour Su Jin, meilleure photographie, meilleur montage, meilleure direction artistique, meilleurs costumes, meilleure musique de film